# 가군의 길이
환론에서, 가군의 길이(영어: length)는 가군의 크기를 나타내는 측도이며, 벡터 공간의 차원의 일반화이다.

## 정의
부분 순서 집합 {\displaystyle (P,\leq )}의 길이 {\displaystyle \operatorname {length} P}는 {\displaystyle P}의 부분 집합 가운데 전순서 집합인 것의 크기의 최댓값 빼기 1이다. 즉, 다음과 같다.
{\displaystyle \operatorname {length} P=\sup \left\{n\colon x_{0}<x_{1}<\cdots <x_{n},\;\{x_{0},\dots ,x_{n}\}\subseteq P\right\}\in \mathbb {Z} ^{+}\cup \{0,\infty \}}
{\displaystyle R}가 (곱셈 항등원을 갖는) 환이라고 하고, {\displaystyle M}이 {\displaystyle R}의 왼쪽 가군이라고 하자. 그렇다면 {\displaystyle M}의 길이는 {\displaystyle M}의 부분 가군의 격자 {\displaystyle \operatorname {Sub} (M)}의 길이이다.
{\displaystyle \operatorname {length} M=\operatorname {length} \operatorname {Sub} (M)=\sup\{n\colon 0=M_{0}\subsetneq M_{1}\subsetneq \cdots \subsetneq M_{n}=M\}\in \mathbb {Z} ^{+}\cup \{0,\infty \}}
오른쪽 가군에 대해서도 마찬가지로 길이를 정의할 수 있다.
보다 일반적으로, 아벨 범주 {\displaystyle {\mathcal {A}}}의 대상 {\displaystyle M\in {\mathcal {A}}}의 길이는 {\displaystyle M}의 부분 대상 격자 {\displaystyle \operatorname {Sub} (M)}의 길이이다.

## 예
길이가 0인 가군은 영가군밖에 없다. 길이가 1인 가군은 단순 가군이라고 한다.
가군의 길이가 유한하다는 것은 가군이 아르틴 가군이자 뇌터 가군이라는 것과 동치이다.
{\displaystyle R}에 대한 왼쪽 가군의 짧은 완전열
{\displaystyle 0\to L\hookrightarrow M\twoheadrightarrow N\to 0}
이 있다고 하자. 그렇다면
{\displaystyle \operatorname {length} L+\operatorname {length} N=\operatorname {length} M}
이다.
체 {\displaystyle K}에 대한 유한 차원 벡터 공간 {\displaystyle V}의 길이는 벡터 공간으로서의 차원과 같다. (무한 차원 벡터 공간의 길이는 무한대이다.)

## 같이 보기
- 인자 (대수기하학)
- 바이어슈트라스의 곱 정리
- 힐베르트 스킴